# Joel Beeson
Joel Daniel Beeson (* 13. September 1966 in Winston-Salem, North Carolina; † 18. Oktober 2017 in Galax, Virginia) war ein US-amerikanischer Filmschauspieler.

## Kurzbiografie
Joel Beeson wurde als Sohn von Daniel Fariss Beeson und dessen Ehefrau Nancy Banks Beeson in Winston-Salem geboren. In jungen Jahren war Beeson Tänzer bei den Chippendales, bis er im Jahr 1992 an der Seite von Meryl Streep und Bruce Willis eine kleine Nebenrolle in der Filmkomödie Der Tod steht ihr gut bekam.
Die Film- und Fernsehkarriere von Joel Beeson fand in einem Zeitraum von nur drei Jahren statt. 1995 bekam er seine bekannteste Rolle, an der Seite von Franco Nero und Sophie von Kessel als Märchenprinz Viktor im Fantasyfilm Der Ring des Drachen. Es folgten Gastauftritte in Friends und Baywatch Nights.
Mitte der 1990er Jahre wurde bei Beeson Typ 3 des Willebrand-Jürgens-Syndroms diagnostiziert. Er zog sich daraufhin ins Privatleben zurück. Über dieses ist lediglich bekannt, dass er Vater einer Tochter war. Joel Beeson wurde 51 Jahre alt und starb im Oktober 2017.

## Filmografie
- 1992: Der Tod steht ihr gut (Death Becomes Her)
- 1995: Der Ring des Drachen (Desideria e l'anello del drago)